# Björgólfur Thor Björgólfsson
Björgólfur Thor Björgólfsson, född 19 mars 1967 i Reykjavik, är en isländsk affärsman och entreprenör. Enligt Forbes är Björgólfsson Islands första dollarmiljardär. I samband med finanskrisen 2008 förlorade han sin förmögenhet. Han har därefter betalat sina skulder genom överenskommelser med fordringsägare. Sedan 2017 beräknas hans tillgångar uppgå till 1,81 miljarder dollar.